# Dziewczyna z ekstraklasy
Dziewczyna z ekstraklasy (ang.: She's Out of My League, 2010) – amerykańska komedia romantyczna w reżyserii Jima Fielda Smitha.

## Obsada
- Mike Vogel jako Jack
- Krysten Ritter jako Patty
- Jay Baruchel jako Kirk
- Lindsay Sloane jako Marni
- Alice Eve jako Molly
- Jasika Nicole jako Wendy
- Nate Torrence jako Devon
- Hayes MacArthur jako Ron
- Kyle Bornheimer jako Dylan
- T.J. Miller jako Stainer
- Jessica St. Clair jako Debbie
- Adam Tomei jako Randy
- Brandi Engel jako Clerk
- Adam LeFevre jako pan Kettner
- Kim Shaw jako Katie
- Aaron Bernard jako pasażer T.Bush
- William Kania jako Businessman

## Opis fabuły
Kirk pracuje jako ochroniarz na lotnisku. Wśród przyjaciół i rodziny to obiekt pośmiewiska, którzy uważają, że stać go co najwyżej na przeciętną dziewczynę. Pewnego dnia spotyka swoją wymarzoną dziewczynę, Molly, która też zakochuje się w nim. Jednak żeby utrzymać związek Kirk będzie musiał poradzić sobie m.in. z byłą dziewczyną, swoją nieśmiałością, rodziną oraz znajomymi, którzy mogą pokrzyżować mu plany.